# Rue Marcel-Sembat (Marseille)
Pour les articles homonymes, voir Rue Marcel-Sembat.
La rue Marcel-Sembat est une voie marseillaise située dans le 1er arrondissement de Marseille. 

## Situation et accès
Elle démarre place des Marseillaises au pied de la gare de Marseille Saint-Charles accessible par son escalier monumental. Elle traverse en ligne droite le nord du quartier du Chapitre et se termine à l’intersection avec le boulevard de la Liberté et la rue des Héros.

## Origine du nom
La rue doit son nom à Marcel Sembat (1862-1922), homme politique français.

## Historique
Elle prend son nom actuel par délibération du conseil municipal en date du 6 juillet 1926. 
Elle s’appelait auparavant « rue du Muguet ».
Cette rue du Muguet a été coupée, lors de la construction des escaliers de la gare : la partie au couchant, dénommée Philippe-de-Girard. Là, se trouvait la raffinerie de sucre Mendret et Raynard, selon les commentaires de la délibération du 8 avril 1808.
La rue est classée dans la voirie de Marseille le 28 avril 1855.